# لواء الباقر
لواء الباقر، المسمى على اسم الإمام الشيعي محمد الباقر، ميليشيا موالية سورية تنحدر من محافظة حلب تقاتل في الحرب الأهلية السورية. من أبرز وأكبر الميليشيات الموالية للحكومة من منطقة حلب وجزء من شبكة «قوات الدفاع المحلي»، يتكون لواء الباقر في معظمه من رجال القبائل من قبيلة البقارة التي دأبت على دعم حكم آل الأسد على الرغم من أنهم في معظمهم من المسلمين السنة. وعلى الرغم من أن مقاتلي الميليشيات يأتون بالتالي من خلفية سنية إلى حد كبير، يبدو أن العديد منهم قد تحول إلى الإسلام الشيعي أو على الأقل تأثره بشدة. وبالفعل، لوحظ وجود لواء باقر لصلاته القوية بحزب الله اللبناني، وإيران، ومختلف الميليشيات الشيعية العراقية، وبالتالي فإنه يعتبر بصورة عامة قوة قتال شيعية أو «متشيعة».

## التاريخ
هناك روايات متضاربة عن تاريخ وكيفية إنشاء لواء الباقر. وتدعي الوحدة نفسها وأنصارها أنها أنشئت في عام 2012، مباشرة بعد بداية معركة حلب. وكان مؤسسوها الشقيقين خالد الحسن وأبو العباس الذين قاتلوا كمتطوعين مع حزب الله خلال حرب لبنان عام 2006، وبدأوا لواء الباقر بعد أن قُتل والدهم وشقيقهم الأكبر من قبل المتمردين. ولم يكن لدى وحدتهما في البداية سوى 13 عضواً، ولكن يقال إنها تمكنت في القريب العاجل من حشد مئات من المجندين بسبب جاذبية والمواهب العسكرية للأخوين. أما على الجانب الآخر، فقد ذكر موقع السورية الموالي للمعارضة أن لواء باقر أنشئ كجزء من قوات الدفاع المحلية في عام 2015. وعلى إثر تدريب المقاتلين الشيعة العراقيين لهم ووضعهم تحت حماية أسرة بري (المعروفة جيدا بدعمها لآل الأسد)، ذكر أن الميليشيات تمثل محاولة لإنشاء المزيد من الوحدات المحلية الشيعية المؤيدة للحكومة. وقد عثر الخبير الإقليمي أيمن جواد التميمي على أدلة لوجود لواء الباقر منذ عام 2014. ويجادل بأن نوعا من الميليشيات التي يقودها خالد وأبو العباس نشأت بالفعل في عام 2012، ولكن هذا التشكيل السابق أعيد تنظيمه أو دمجه في لواء الباقر الحالي فقط كجزء من قوات الدفاع المحلي مع دعم قوي من إيران وحزب الله في عام 2014.

## قبيلة البقارة
البقارة أو البكّارة قبيلة عربية من قبائل الفرات واسعة الانتشار بين العراق وسورية والأردن وتركيا، وسميت القبيلة بهذا الاسم نسبة إلى جدهم الأكبر الإمام محمد الباقر أحد أحفاد أمير المؤمنين علي بن أبي طالب كرم الله وجهه. وتعتبر قبيلة البقارة أكبر القبائل السورية، وعرف عن رجالها وطنيتهم وبأسهم الشديد، فقد قارعوا الاستعمار الفرنسي في مآثر خالدة، واشتهروا بالشهامة والكرم.
يتواجد معظم أفراد القبيلة في سورية والعراق ولهم تواجد بسيط في الأردن وتركيا وينتشرون في سورية من دير الزور إلى حلب على الضفة اليسرى من نهر الفرات إلى أن تركزهم الأكبر في مدينة دير الزور حيث كان لبعض عوائل القبيلة دور كبير في الزعامة السياسية للمدينة مثل عائلة عايش وعياش وحج فاضل العبود، كما تعتبر قرية المحيميدة مقراً لمشيخة القبيلة حيث يقطنها الشيخ نواف راغب البشير شيخ مشايخ قبيلة البقارة، ويقدر عدد افراد القبيلة في سورية بنحو 1.2 مليون شخص، كما ينتشرون في العراق في الموصل والفلوجة ونينوى وصلاح الدين وعددهم في العراق أكبر من عددهم في سورية ويسكن معظم أفرادها في القرى بينما ينتشر بعضهم في المدن والبادية.